# Einzelfahrkarte

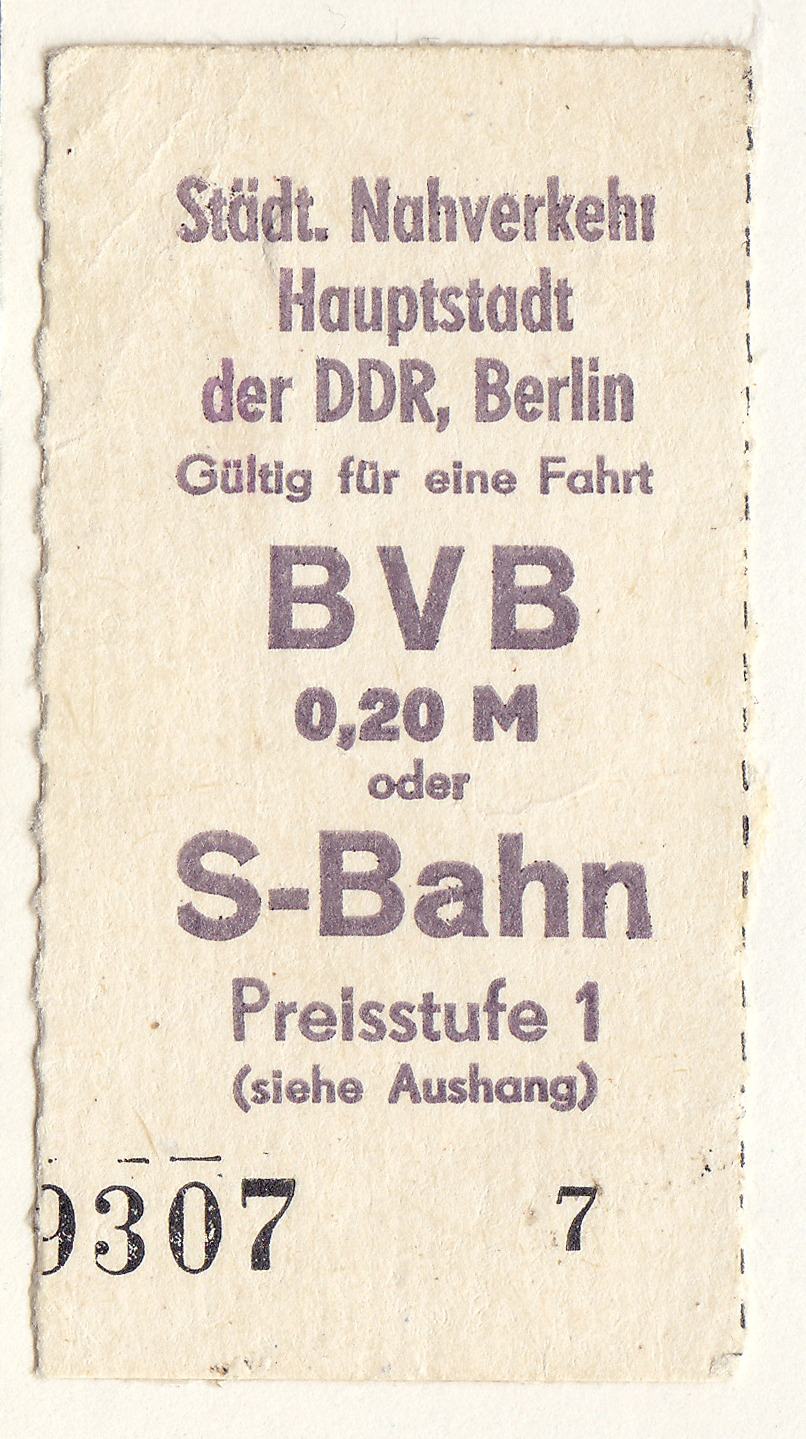
Fahrkarte der BVB (Ost-Berlin), um 1985

Eine Einzelfahrkarte, auch Einzelfahrausweis, -fahrschein, -billett (Schweiz) oder -ticket, ist im öffentlichen Personenverkehr eine Fahrkarte für eine einfache Fahrt von einem Startpunkt A zu einem Ziel B. Dabei ist im Allgemeinen ein Umsteigen, um das Fahrtziel auf dem kürzesten Weg oder in der kürzesten Zeit zu erreichen, erlaubt. Eine Zeitvorgabe (im Stadtverkehr meistens 60, 90 oder 120 Minuten, Bahnfahrkarten außerhalb von Verkehrsverbünden bis zum Betriebsschluss) begrenzt die Gültigkeit. Beliebige Fahrtunterbrechungen können erlaubt sein, möglich sind jedoch Tarifbestimmungen, die nur ein Umsteigen und eine Weiterfahrt mit dem nächstmöglichen Anschlussverkehrsmittel gestatten, also Fahrtunterbrechungen ausschließen. Rück- und Rundfahrten sind in der Regel nicht gestattet.
Bei der Deutschen Bahn werden bei mehreren möglichen Fahrwegen zwischen Start und Ziel Leitpunkte auf der Fahrkarte angegeben, die die Fahrwegvarianten begrenzen. Angegeben wird das als „via:“ mit einer Reihe von Buchstabenkürzeln für die Städte. Siehe auch Verzeichnis der Leitpunkte.

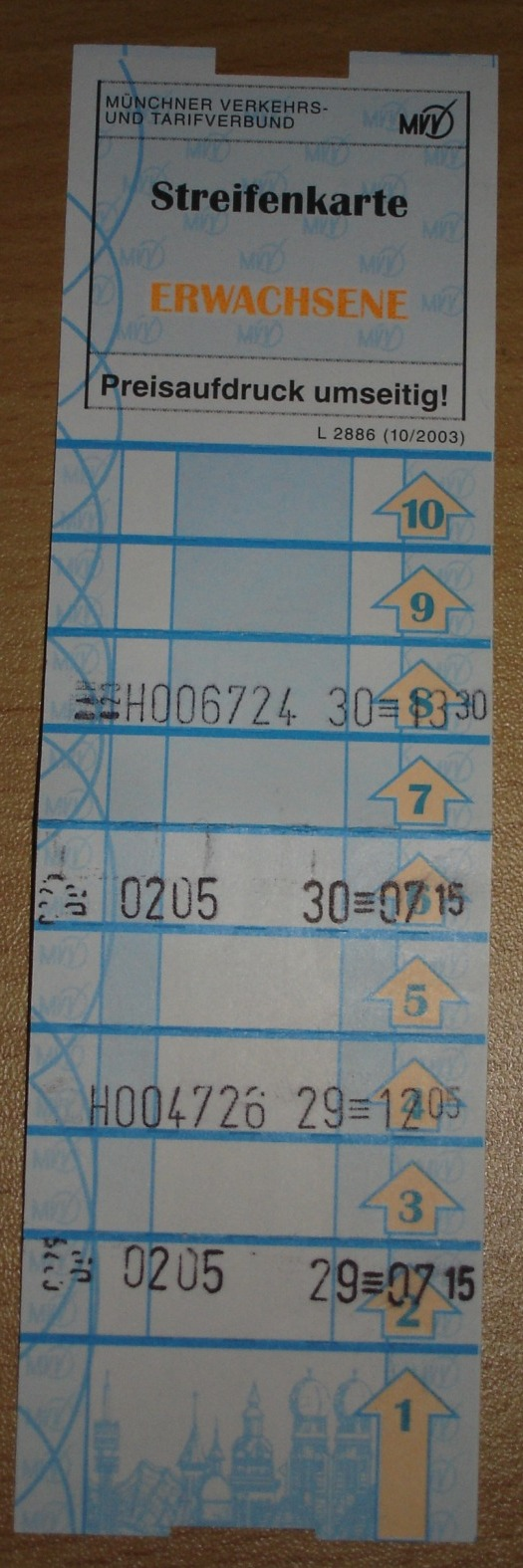
Streifenkarte des Münchner Verkehrs- und Tarifverbunds

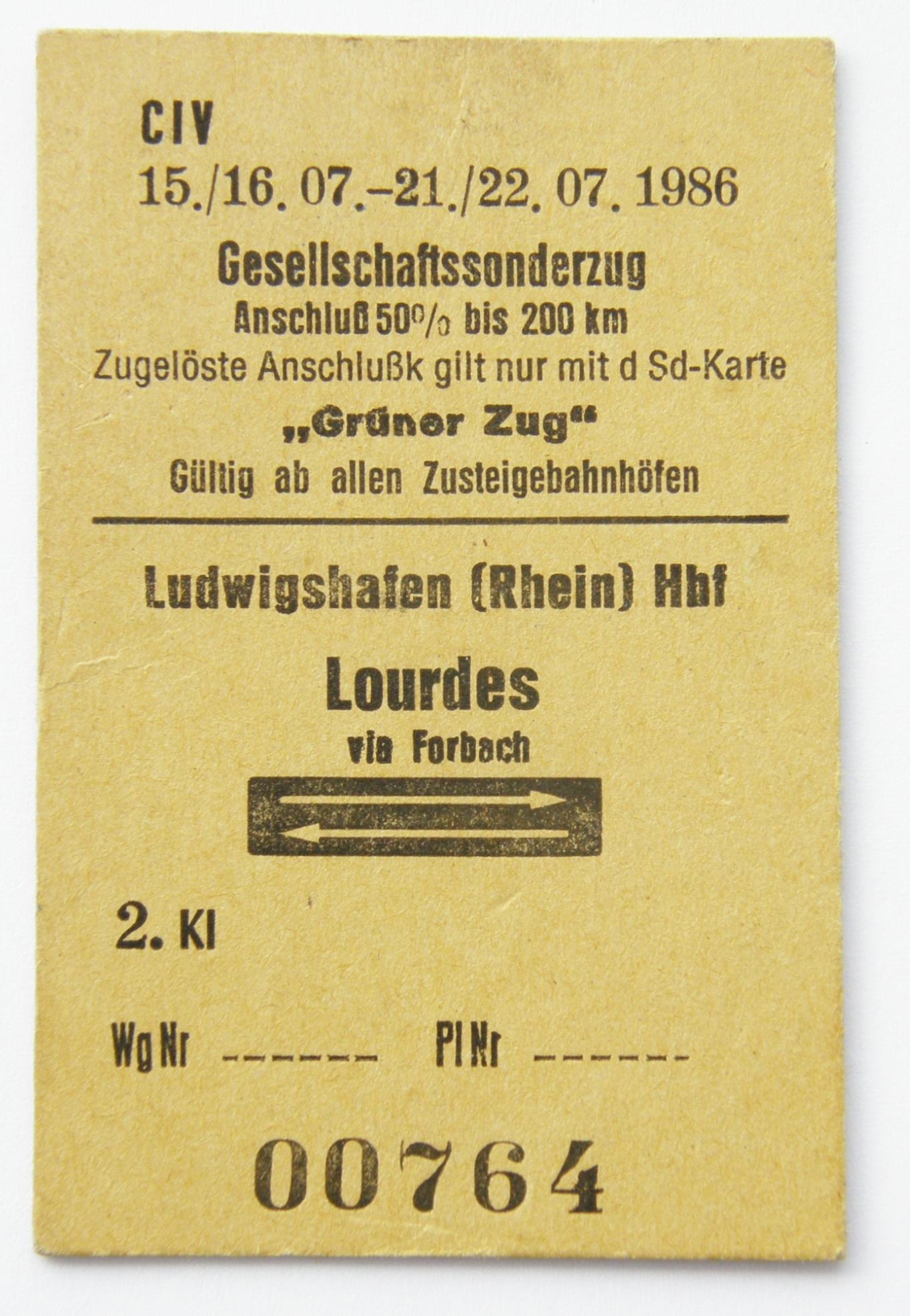
Sonder-Rückfahrkarte der Deutschen Bundesbahn nach Lourdes, 1986

Ausgegeben werden außerdem Mehrfahrtenkarten, auch Mehrfahrkarten, Sammelkarten, Felderkarten, Dutzendkarten, Stempelkarten oder bei Verwendung von – je nach zu durchfahrender Zonenanzahl – umzuknickenden Streifen Streifenkarten genannt, relativ mit einem Rabatt gegenüber einer Einzelfahrkarte, beispielsweise für vier Fahrten. Diese können für Hin- und Rückfahrten und auch von mehreren Personen gleichzeitig genutzt werden. Rückfahrkarten, in der Schweiz Retourbillette, für eine einzelne Hin- und Rückfahrt gewähren dagegen oft keine Vergünstigungen, sie ersparen aber dem Fahrgast einen weiteren Fahrkartenkauf für die Rückfahrt und dem Verkehrsunternehmen Vertriebskosten. Streifenkarten können auch auf einem Zonentarif beruhen (Beispiel nationales Tarifsystem der Niederlande → Strippenkaart). Hierbei ist für jede durchfahrene Tarifzone bzw. die Zielzone ein Streifen zu entwerten. Für die Einstiegszone sind oft zwei Streifen notwendig. Karten mit hoher Streifenanzahl (z. B. 45) können rabattiert sein.
Unterschieden wird häufig zwischen Fahrkarten für Kurzstrecken (wenige Haltestellen, ein Innenstadtbereich, oft ohne Umsteigeberechtigung), ein Stadtgebiet oder eine regionale Strecke. Fahrkarten können speziell für eine festgelegte Verbindung ausgestellt sein (Flugtickets, Zugbindung bei der DB).
Eine andere Fahrtausweisart sind Zeitkarten (Tages-, Wochen-, Monatskarten). Diese erlauben innerhalb eines festgelegten Zeitraumes (zeitlicher Geltungsbereich, z. B. außerhalb der Hauptverkehrszeiten) beliebige Fahrten in einem festgelegten örtlichen Geltungsbereich. Hierzu ausgegebene Anschluss-Einzelfahrkarten etwa für eine Weiterfahrt über den räumlichen Geltungsbereich hinaus sind Zusatz- oder Ergänzungsfahrkarten.
Wird ein Einzelfahrschein für beliebige Fahrten (auch Rück-, Rund- oder Umwegfahrten) ausgegeben und nur mit einer Zeitbegrenzung versehen, wird dieser zu einer Zeitkarte; auch ein Stadtfahrschein mit ein bis zwei Stunden Gültigkeit kann daher als Zeitkarte gelten. Wenn solche Fahrscheine jedoch normale Einzelfahrscheine ersetzen, werden sie oft als Einzelfahrkarten angeboten (Beispiel: Stundenkarte der Graz AG Verkehrsbetriebe).
Einzelfahrkarten können zu Pauschalpreisen angeboten werden. Dazu gibt es die Möglichkeit, einen Festpreis für eine bestimmte Höchstentfernung anzugeben („10 € für bis zu 100 km“). Eine besondere Fahrkarte gibt es im NRW-Tarif: Das SchöneFahrtTicket NRW gibt anstelle einer Fahrtstrecke eine Zeit vor. Die mögliche Entfernung von A nach B wird hier durch den Gültigkeitszeitraum von zwei Stunden eingeschränkt. Da Rück- und Rundfahrten ausgeschlossen sind, ist das ein Einzelfahrschein, der Fortfall dieser Beschränkung würde zu einer Zeitkarte führen.
Einzelfahrkarten können zum sofortigen Fahrtantritt bereits „entwertet“ – also mit Datum und Uhrzeit versehen – ausgegeben werden oder im Voraus für spätere Fahrten (im Vorverkauf). Es gibt außerdem Einzelfahrkarten für die Fahrradmitnahme oder die Beförderung ähnlicher Gegenstände (Fahrradkarten), wobei Kinderwagen und Rollstühle stets kostenfrei transportiert werden. 
Ermäßigte Einzelfahrkarten gibt es in Deutschland nur für Kinder, während in Österreich, der Schweiz und anderen Ländern auch Senioren ermäßigte Einzelfahrkarten erwerben können. In manchen Ländern gibt es auch Ermäßigungen für Jugendliche oder junge Menschen bis zu einem bestimmten Höchstalter.

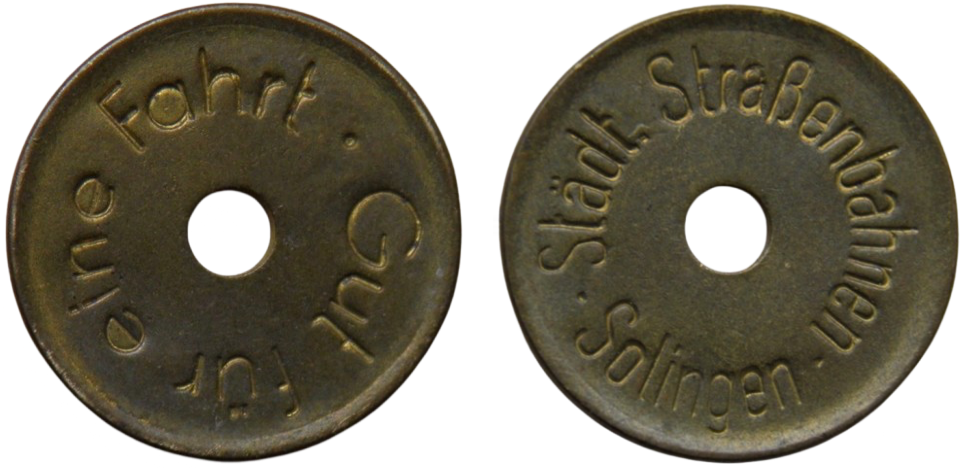
Straßenbahnmünze aus Solingen, gültig für eine Fahrt

Statt klassischen Einzelfahrkarten aus Papier oder Karton geben manche Verkehrsunternehmen im Vorverkauf sogenannte Straßenbahnmünzen aus, heute meist als Jetons oder Tokens bezeichnet, die vor Fahrtantritt oder während der Fahrt wieder eingesammelt werden. 